# Arcizans-Avant
Arcizans-Avant est une commune française située dans l'ouest du département des Hautes-Pyrénées, en région Occitanie. Sur le plan historique et culturel, la commune est dans la province du Lavedan, partie sud-occidentale de la Bigorre et constituée d'un ensemble de sept vallées en amont de la ville de Lourdes.
Exposée à un climat océanique altéré, elle est drainée par le gave d'Azun et par divers autres petits cours d'eau. Incluse dans le Parc national des Pyrénées, la commune possède un patrimoine naturel remarquable : un site Natura 2000 (le « moun Né de Cauterets, pic de Cabaliros ») et deux zones naturelles d'intérêt écologique, faunistique et floristique.
Arcizans-Avant est une commune rurale qui compte 392 habitants en 2022, après avoir connu une forte hausse de la population depuis 1968. Elle est dans l'agglomération d'Argelès-Gazost et fait partie de l'aire d'attraction d'Argelès-Gazost. Ses habitants sont appelés les Arcizannais ou  Arcizannaises.

## Géographie

### Localisation
La commune d'Arcizans-Avant se trouve dans le département des Hautes-Pyrénées, en région Occitanie.
Elle se situe à 31 km à vol d'oiseau de Tarbes, préfecture du département, et à 2 km d'Argelès-Gazost, sous-préfecture.
Les communes les plus proches sont : 
Lau-Balagnas (1,4 km), Saint-Savin (1,6 km), Arras-en-Lavedan (1,8 km), Argelès-Gazost (1,8 km), Préchac (2,7 km), Gez (2,8 km), Adast (2,8 km), Uz (2,8 km).
Sur le plan historique et culturel, Arcizans-Avant fait partie de la province historique du Lavedan, partie sud-occidentale de la Bigorre et constitué d'un ensemble de sept vallées en amont de la ville de Lourdes. Historiquement, elle  fait partie de la province de Gascogne, et plus particulièrement du comté de Bigorre. La commune est dans le pays de rivière de Saint-Savin, de part et d’autre du gave de Cauterets.
|                  | Argelès-Gazost | Lau-Balagnas |
| Arras-en-Lavedan | Arcizans-Avant | Saint-Savin  |
|                  | Cauterets      |              |

### Hydrographie
La commune est dans le bassin de l'Adour, au sein du bassin hydrographique Adour-Garonne. Elle est drainée par le gave d'Azun, le Bacherou, le Bayou, Rioutou, le ruisseau d'Anapéou, le ruisseau d'arribancie, le ruisseau de Banciole, le ruisseau du Pouy et par divers petits cours d'eau, constituant un réseau hydrographique de 12 km de longueur totale,.
Le gave d'Azun, d'une longueur totale de 29,1 km, prend sa source dans la commune d'Arrens-Marsous et s'écoule du sud vers le nord. Il traverse la commune et se jette dans le gave de Pau à Ayros-Arbouix, après avoir traversé 10 communes.

### Climat
Le climat qui caractérise la commune est qualifié, en 2010, de « climat océanique altéré », selon la typologie des climats de la France qui compte alors huit grands types de climats en métropole. En 2020, la commune ressort du même type de climat dans la classification établie par Météo-France, qui ne compte désormais, en première approche, que cinq grands types de climats en métropole. Il s’agit d’une zone de transition entre le climat océanique et les climats de montagne et le climat semi-continental. Les écarts de température entre hiver et été augmentent avec l'éloignement de la mer. La pluviométrie est plus faible qu'en bord de mer, sauf aux abords des reliefs.
Les paramètres climatiques qui ont permis d’établir la typologie de 2010 comportent six variables pour les températures et huit pour les précipitations, dont les valeurs correspondent à la normale 1971-2000. Les sept principales variables caractérisant la commune sont présentées dans l'encadré ci-après.
| Paramètres climatiques communaux sur la période 1971-2000 - Moyenne annuelle de température : 12,8 °C - Nombre de jours avec une température inférieure à −5 °C : 3,8 j - Nombre de jours avec une température supérieure à 30 °C : 5,1 j - Amplitude thermique annuelle : 14,1 °C - Cumuls annuels de précipitation : 1 183 mm - Nombre de jours de précipitation en janvier : 11 j - Nombre de jours de précipitation en juillet : 9,5 j |

Avec le changement climatique, ces variables ont évolué. Une étude réalisée en 2014 par la Direction générale de l'Énergie et du Climat complétée par des études régionales prévoit en effet que la  température moyenne devrait croître et la pluviométrie moyenne baisser, avec toutefois de fortes variations régionales. Ces changements peuvent être constatés sur la station météorologique de Météo-France la plus proche, « Ayros-Arbouix », sur la commune d'Ayros-Arbouix, mise en service en 1982 et qui se trouve à 4 km à vol d'oiseau,, où la température moyenne annuelle est de 12,7 °C et la hauteur de précipitations de 1 031,4 mm pour la période 1981-2010.
Sur la station météorologique historique la plus proche, « Tarbes-Lourdes-Pyrénées », sur la commune d'Ossun, mise en service en 1946 et à 23 km, la température moyenne annuelle évolue de 12,2 °C pour la période 1971-2000, à 12,6 °C pour 1981-2010, puis à 12,9 °C pour 1991-2020.

### Milieux naturels et biodiversité

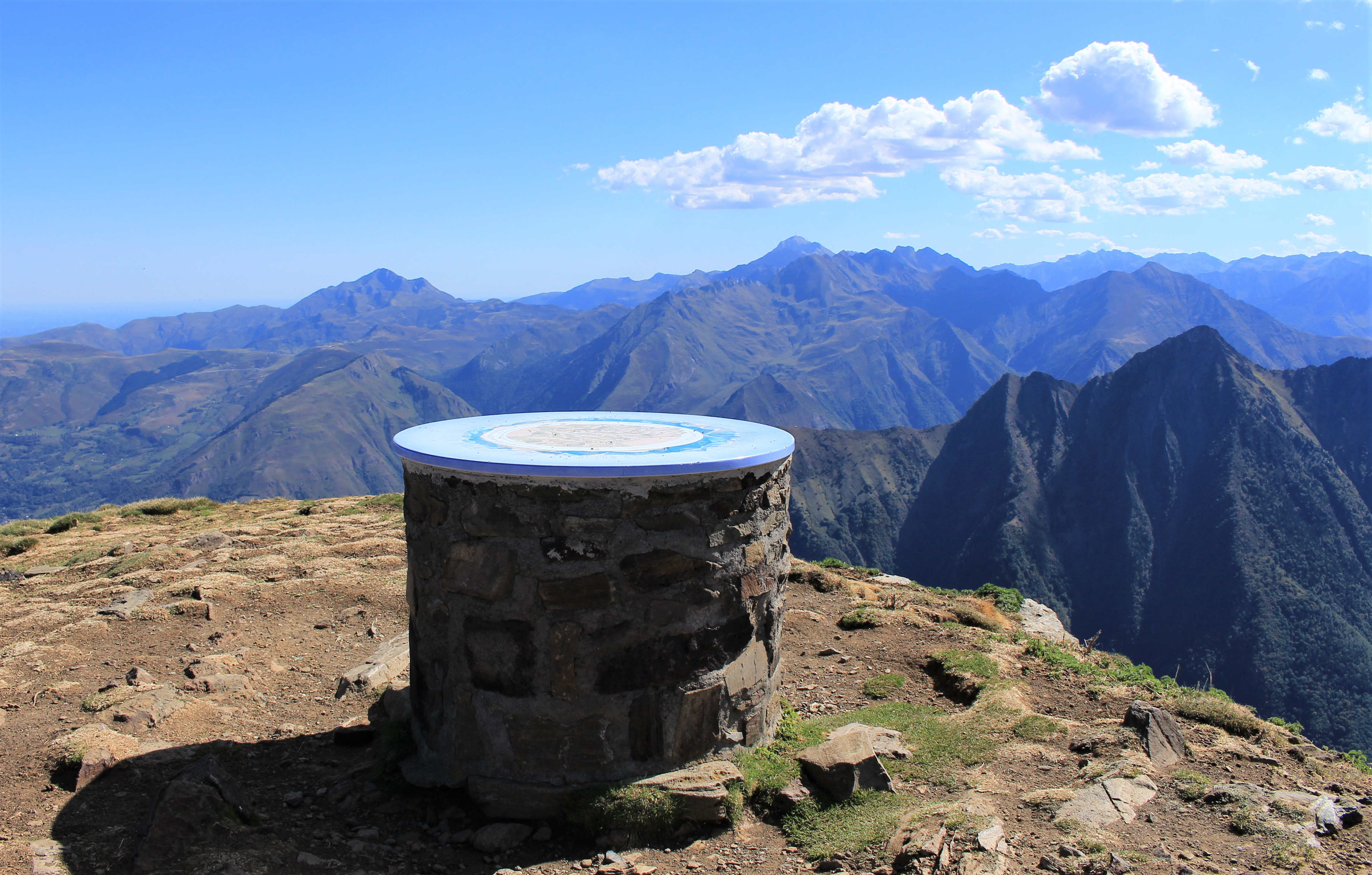
Table d'Orientation dessinée par Georges Ledormeur au sommet du pic du Cabaliros.

#### Espaces protégés
La protection réglementaire est le mode d’intervention le plus fort pour préserver des espaces naturels remarquables et leur biodiversité associée,.
Dans ce cadre, la commune fait partie de l'aire d'adhésion du Parc National des Pyrénées. Ce  parc national, créé en 1967, abrite une faune riche et spécifique particulièrement intéressante : importantes populations d’isards, colonies de marmottes réimplantées avec succès, grands rapaces tels le Gypaète barbu, le Vautour fauve, le Percnoptère d’Égypte ou l’Aigle royal, le Grand tétras et le discret Desman des Pyrénées qui constitue l’exemple type de ce précieux patrimoine confié au Parc national et aussi l'Ours des Pyrénées,,.

#### Réseau Natura 2000

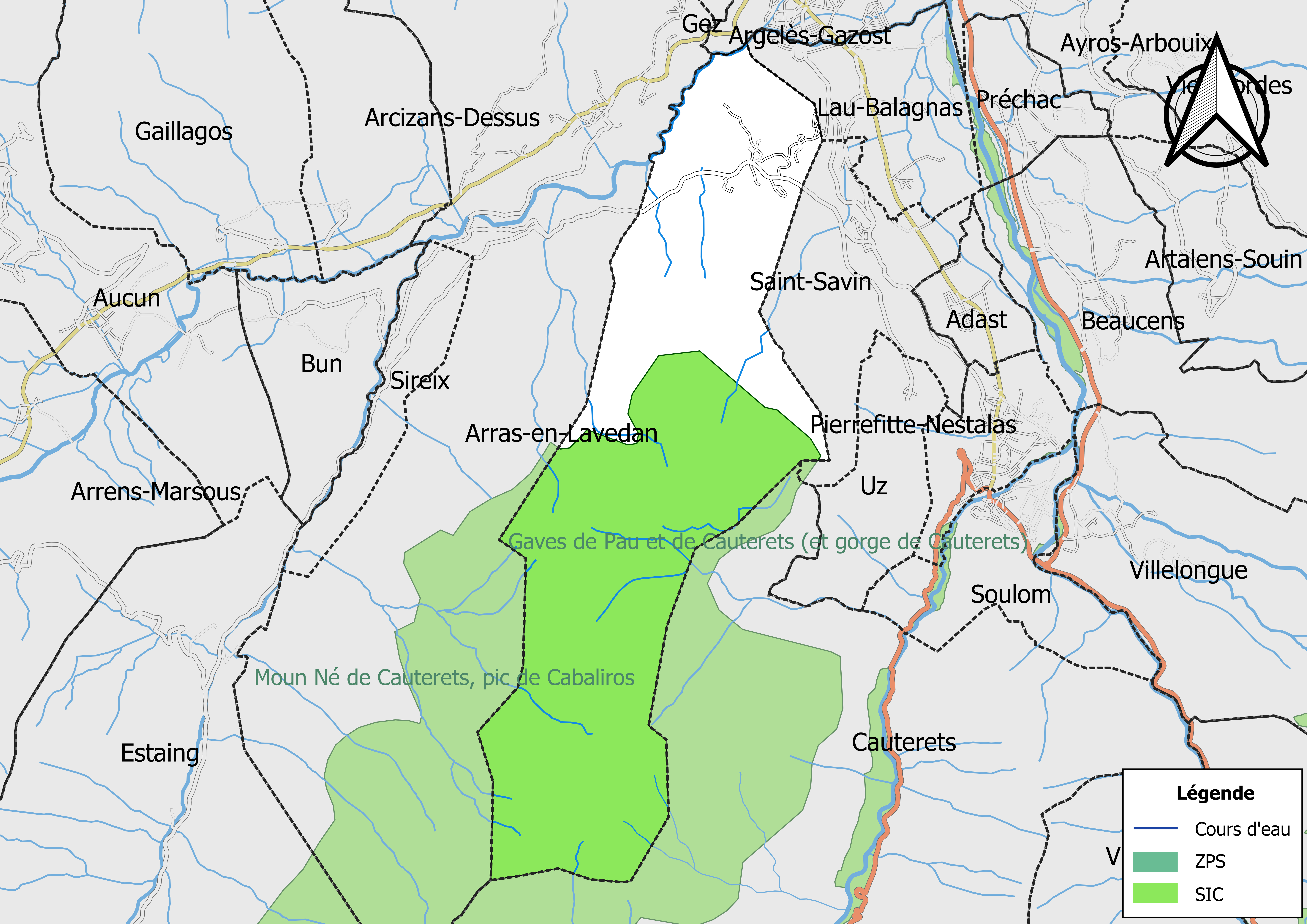
Site Natura 2000 sur le territoire communal.

Le réseau Natura 2000 est un réseau écologique européen de sites naturels d'intérêt écologique élaboré à partir des Directives « Habitats » et « Oiseaux », constitué de zones spéciales de conservation (ZSC) et de zones de protection spéciale (ZPS).
Un site Natura 2000 a été défini sur la commune au titre de la « directive Habitats » : le « moun Né de Cauterets, pic de Cabaliros », d'une superficie de 3 703 ha, présente une végétation caractéristique de la haute montagne pyrénéenne sur calcaire et substrats siliceux.

#### Zones naturelles d'intérêt écologique, faunistique et floristique
L’inventaire des zones naturelles d'intérêt écologique, faunistique et floristique (ZNIEFF) a pour objectif de réaliser une couverture des zones les plus intéressantes sur le plan écologique, essentiellement dans la perspective d’améliorer la connaissance du patrimoine naturel national et de fournir aux différents décideurs un outil d’aide à la prise en compte de l’environnement dans l’aménagement du territoire.
Une ZNIEFF de type 1 est recensée sur la commune,
les « massifs du Cabaliros et du Moun Né » (7 764 ha), couvrant 11 communes du département et une ZNIEFF de type 2,,
le « val d'Azun et haute vallée du Gave de Cauterets » (35 378 ha), couvrant 22 communes dont une dans les Pyrénées-Atlantiques et 21 dans les Hautes-Pyrénées.

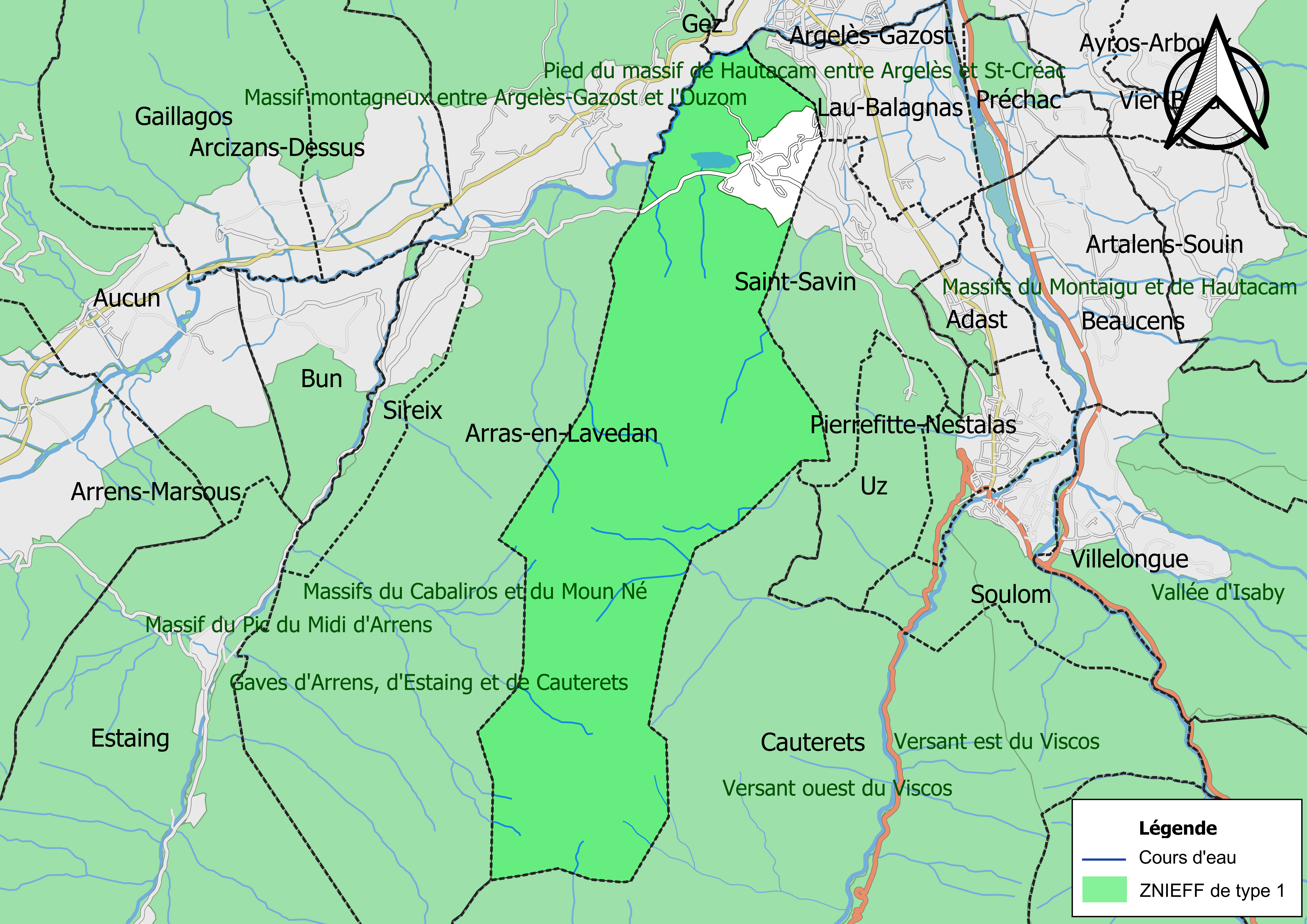
Carte de la ZNIEFF de type 1 sur la commune.
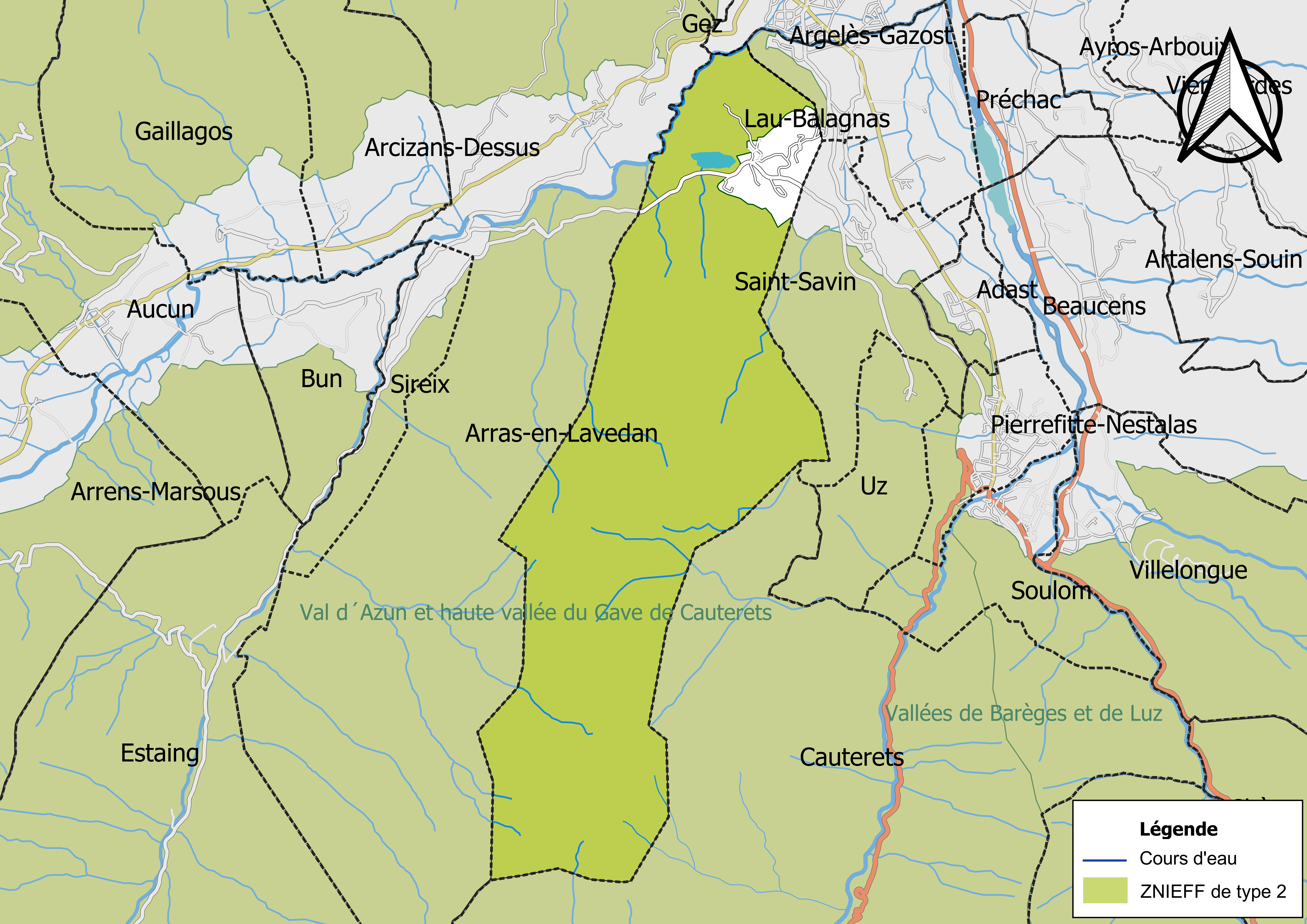
Carte de la ZNIEFF de type 2 sur la commune.

## Urbanisme

### Typologie
Au 1er janvier 2024, Arcizans-Avant est catégorisée bourg rural, selon la nouvelle grille communale de densité à sept niveaux définie par l'Insee en 2022.
Elle appartient à l'unité urbaine d'Argelès-Gazost, une agglomération intra-départementale regroupant treize  communes, dont elle est une commune de la banlieue,,. Par ailleurs la commune fait partie de l'aire d'attraction d'Argelès-Gazost, dont elle est une commune du pôle principal,. Cette aire, qui regroupe 19 communes, est catégorisée dans les aires de moins de 50 000 habitants,.

### Occupation des sols
L'occupation des sols de la commune, telle qu'elle ressort de la base de données européenne d’occupation biophysique des sols Corine Land Cover (CLC), est marquée par l'importance des forêts et milieux semi-naturels (85 % en 2018), une proportion identique à celle de 1990 (85 %). La répartition détaillée en 2018 est la suivante : 
milieux à végétation arbustive et/ou herbacée (54,2 %), forêts (15,6 %), espaces ouverts, sans ou avec peu de végétation (15,3 %), prairies (8,2 %), zones agricoles hétérogènes (4,4 %), zones urbanisées (2,4 %).
L'IGN met par ailleurs à disposition un outil en ligne permettant de comparer l’évolution dans le temps de l’occupation des sols de la commune (ou de territoires à des échelles différentes). Plusieurs époques sont accessibles sous forme de cartes ou photos aériennes : la carte de Cassini (XVIIIe siècle), la carte d'état-major (1820-1866) et la période actuelle (1950 à aujourd'hui).

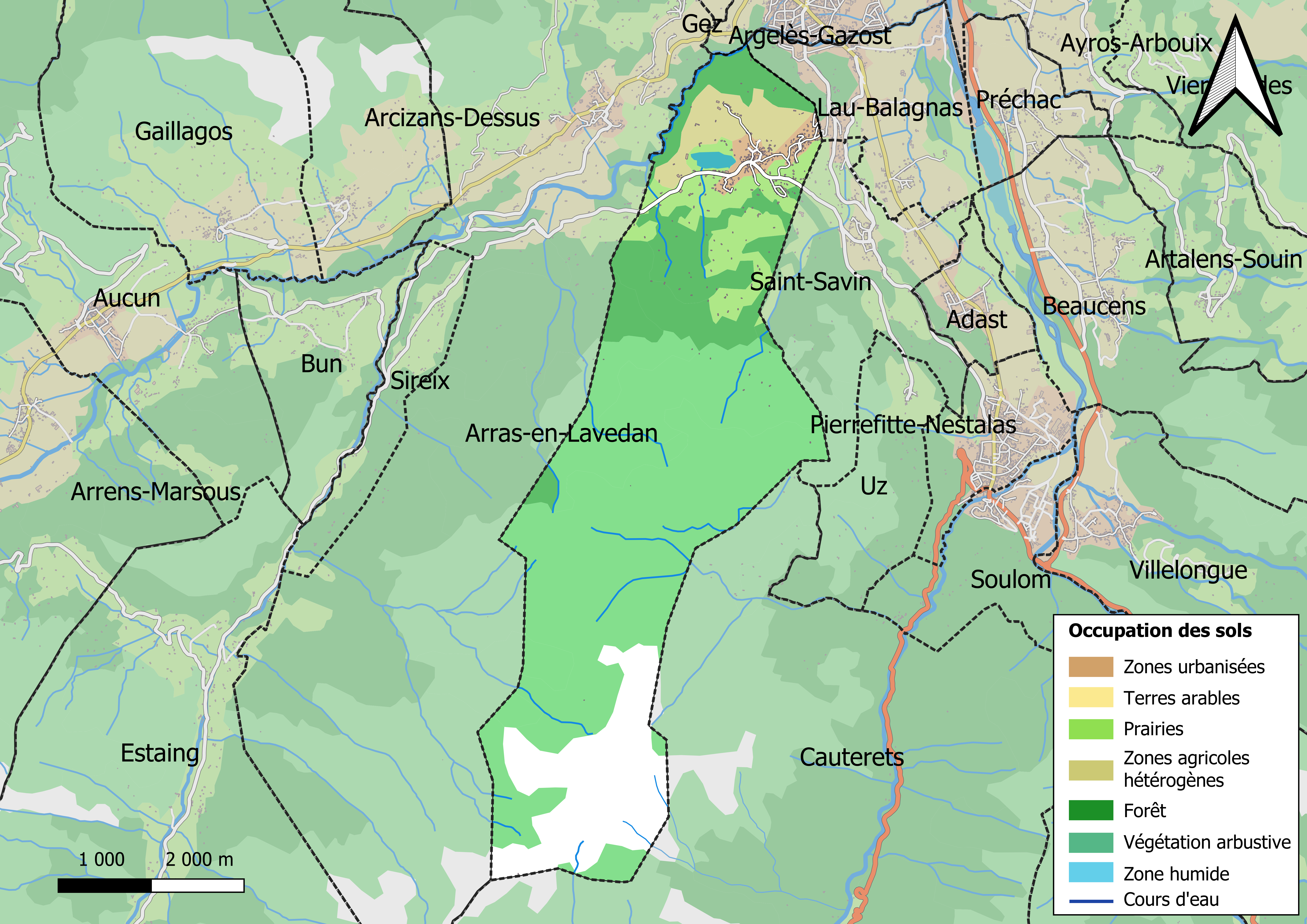
Carte des infrastructures et de l'occupation des sols en 2018 (CLC) de la commune.
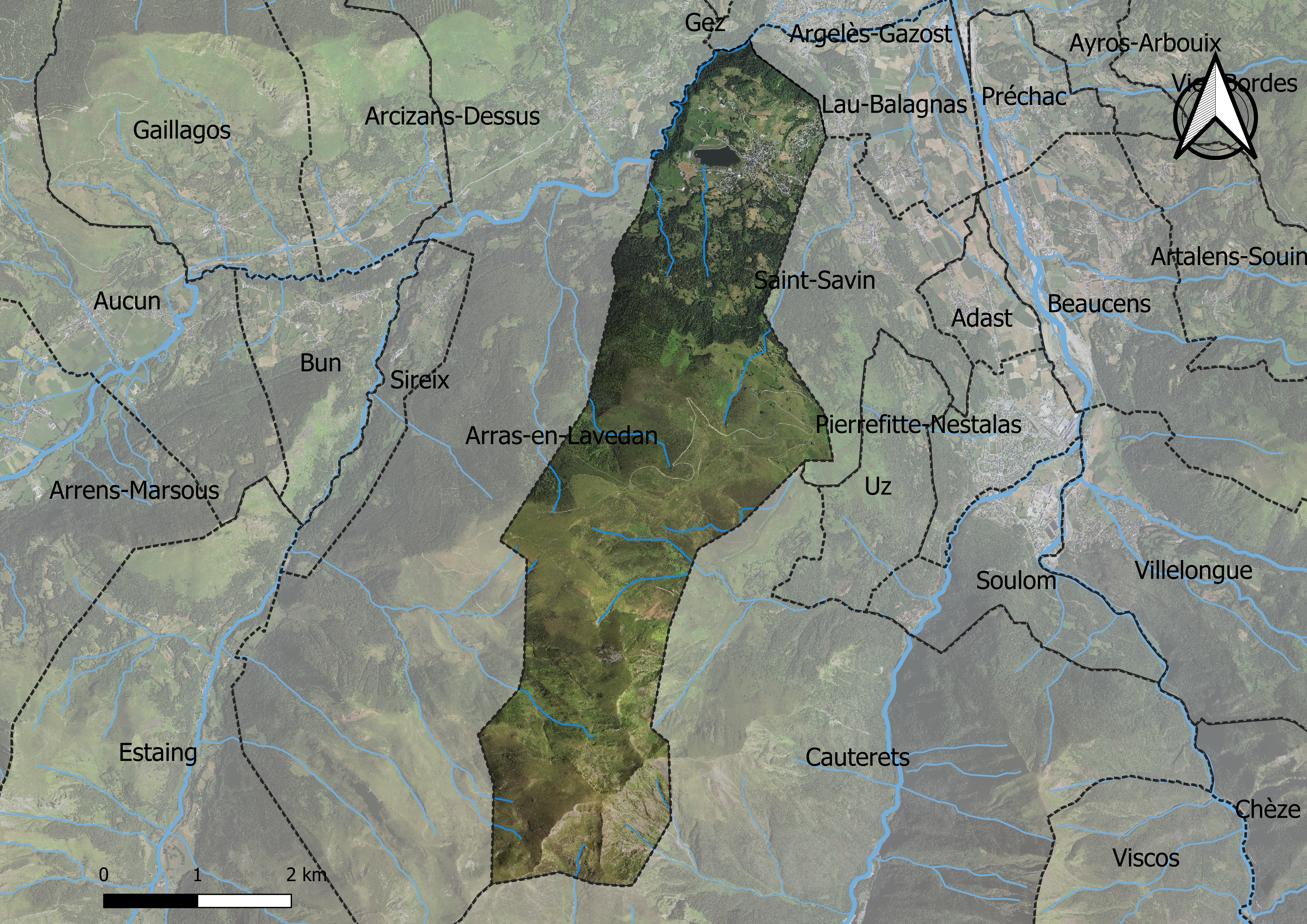
Carte orthophotogrammétrique de la commune.

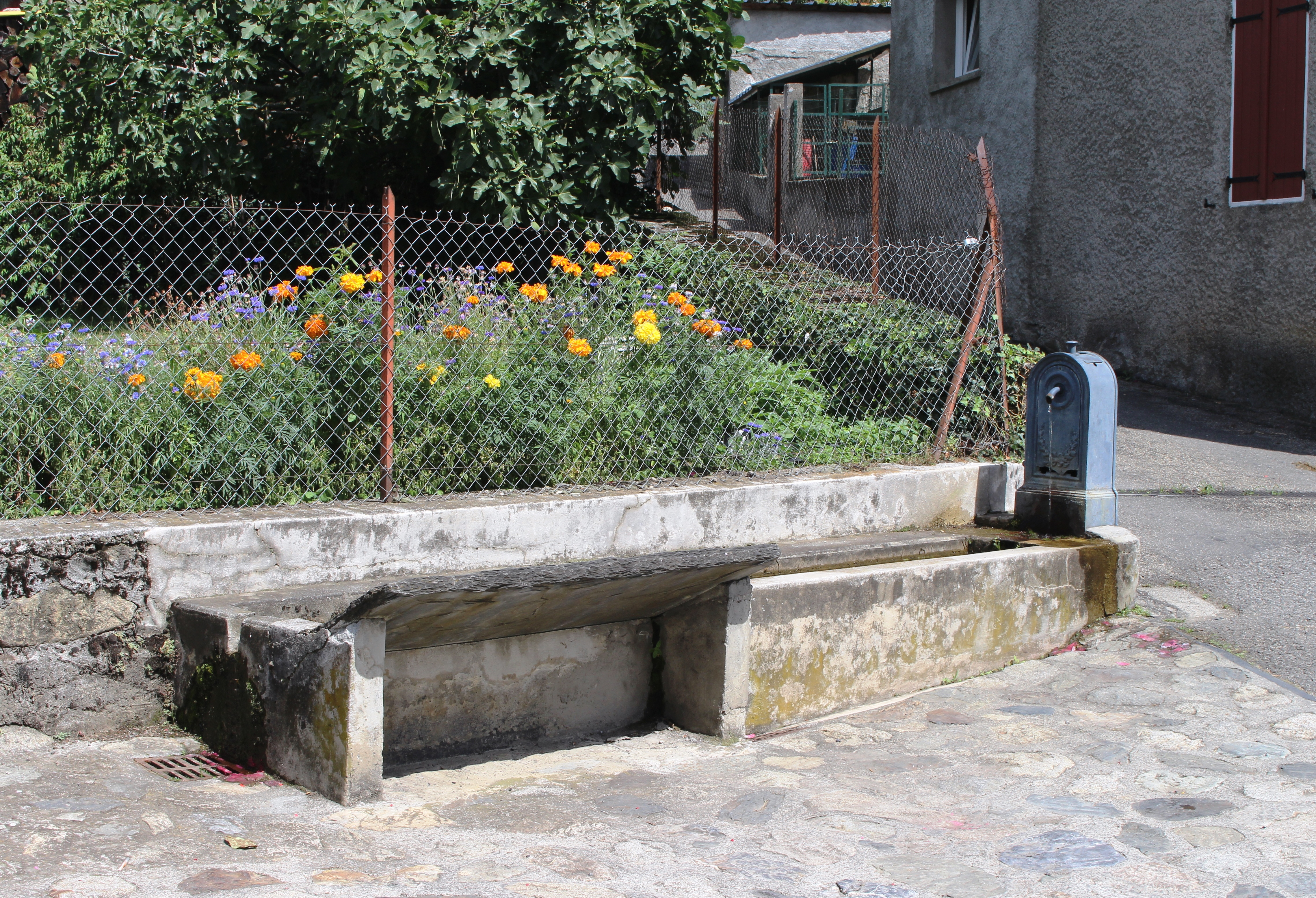
La fontaine-lavoir.

### Logement
En 2012, le nombre total de logements dans la commune est de 283.

Parmi ces logements, 56,4 % sont des résidences principales, 39,9 % des résidences secondaires et 3,7 % des logements vacants.

### Voies de communication et transports
Cette commune est desservie par la route départementale D 13.

## Toponymie

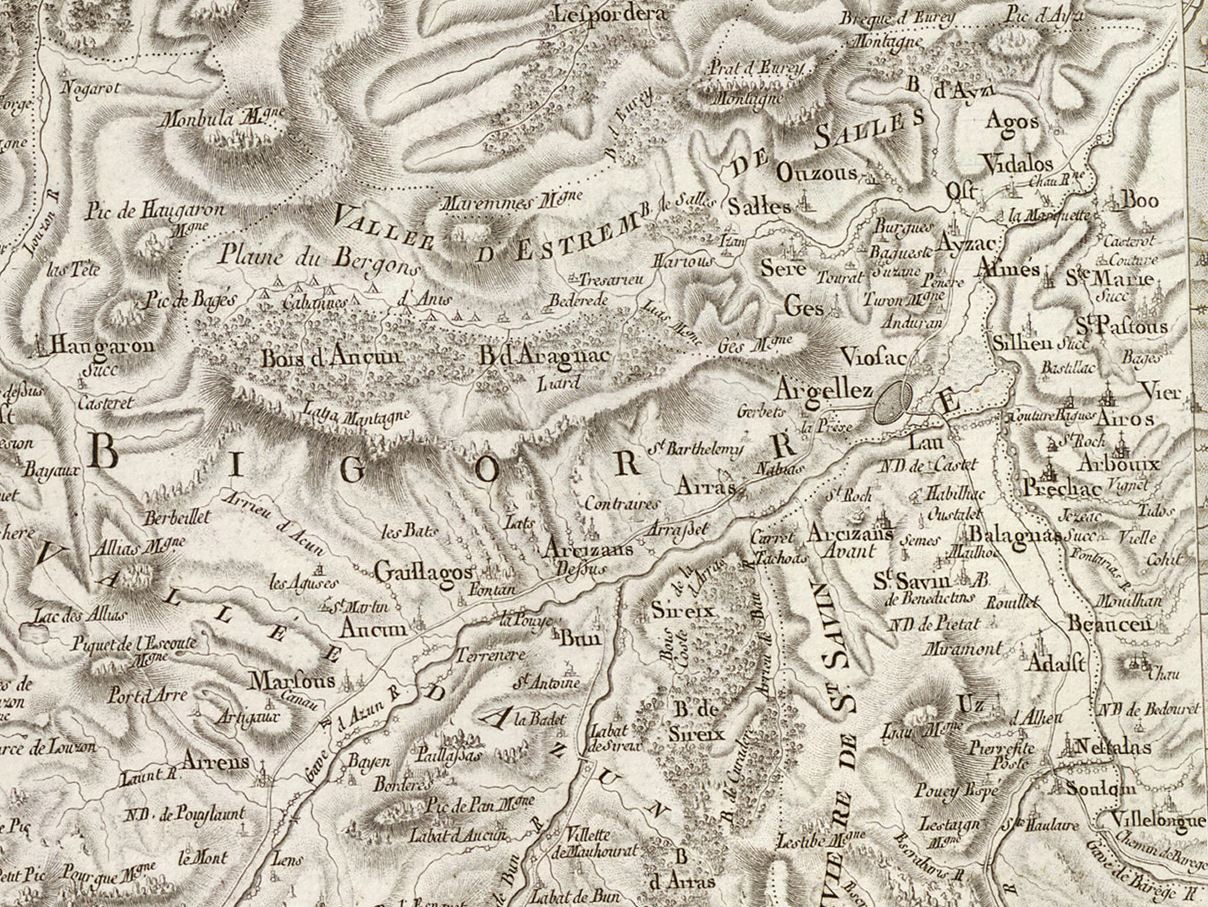
Extrait de la carte de Cassini (entre 1756 et 1789) situant Arcizans-Avant au sud d'Argelès-Gazost

On trouvera les principales informations dans le Dictionnaire toponymique des communes des Hautes-Pyrénées de Michel Grosclaude et Jean-François Le Nail qui rapporte les dénominations historiques du village.
Dénominations historiques :
- Arcisaas, (v. 1035, cartulaire  de  Saint-Savin ; 1285, montre Bigorre) ;
- Arcisans, (1168, bulle d'Alexandre III) ;
- Br. d-Arcizac, (XIIe siècle, cartulaires de Bigorre) ;
- B. d’Arcisag, (ibid.) ;
- Raymundus Arnaldi de Arcisanis, latin (1300, enquête Bigorre) ;
- De Arcisanis, latin (1342, pouillé de Tarbes) ;
- de Arcisanis Anterioribus, latin (1379, procuration Tarbes) ;
- Arcisans, Arsisans, (1429, censier de Bigorre) ;
- Arcizans ou Arcizans-Avant, (dès 1738, registres paroissiaux) ;
- Arcisans-Avant, (1790, Département).

Étymologie :  nom d'homme latin Arcisius et suffixe pluriel anos (= les domaines d’Arcisius).
Nom occitan : Arcisans Abans.

## Histoire

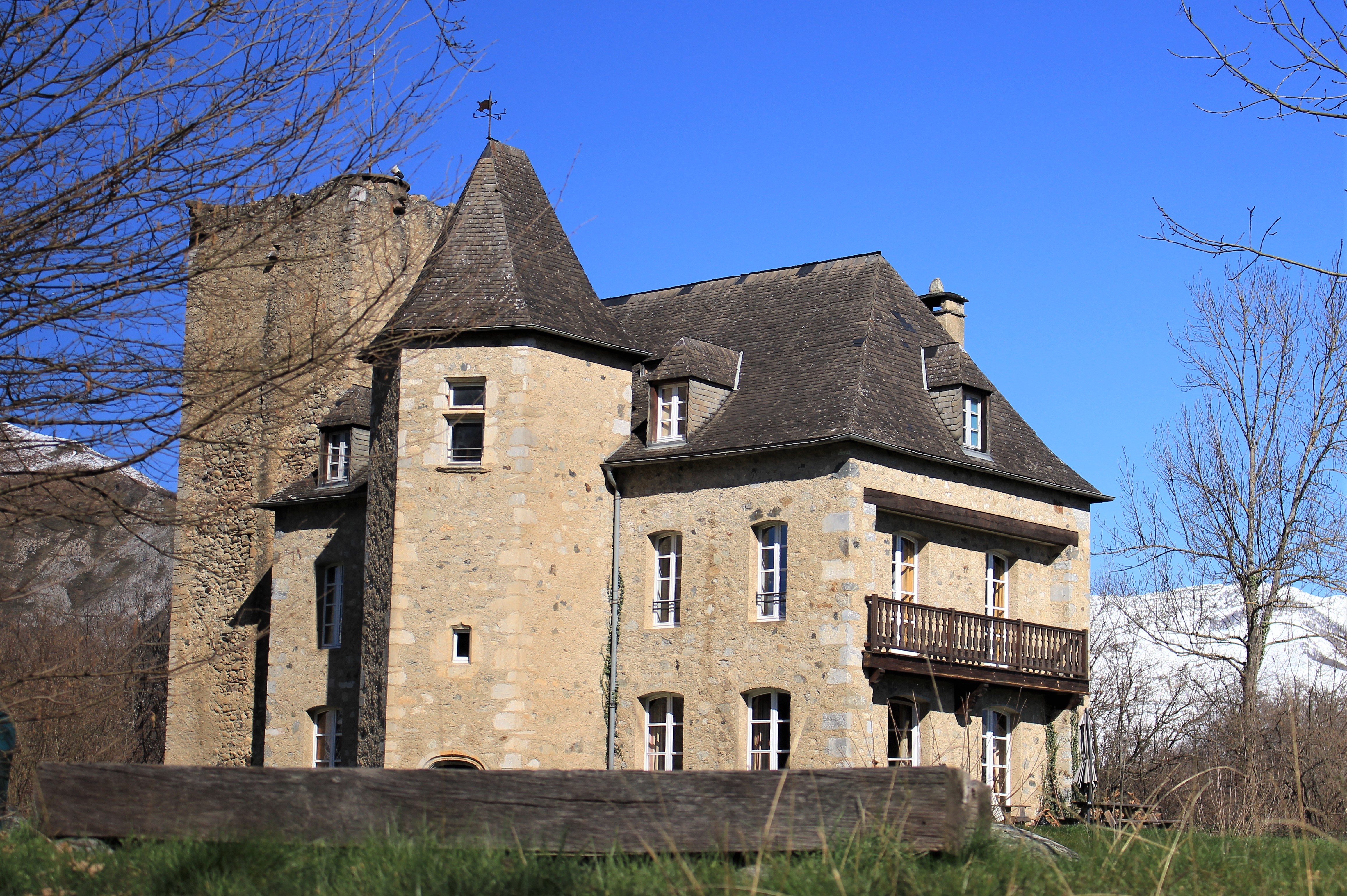
Le château en 2023.

### Histoire du château
Lors de la guerre de Cent Ans, les troupes anglaises menées par Édouard de Woodstock, dit le Prince Noir, prennent le château. Devenu sa demeure, il sert de base aux Anglais pour envahir l'Aquitaine. Mais la construction de cette forteresse remonte à 1120, lorsque le seigneur d'Arcizans régnait sur les terres alentour. Après des siècles de sommeil et quatre ans de travaux, le château est à nouveau habité. Lors de la restauration, la famille a tenu à respecter au maximum l'ancien plan du castrum. Les vieilles pierres éparpillées ont donc lentement retrouvé leur place initiale.

### Cadastre napoléonien d'Arcizans-Avant
Le plan cadastral napoléonien d'Arcizans-Avant est consultable sur le site des Archives départementales des Hautes-Pyrénées.

## Politique et administration

### Liste des maires

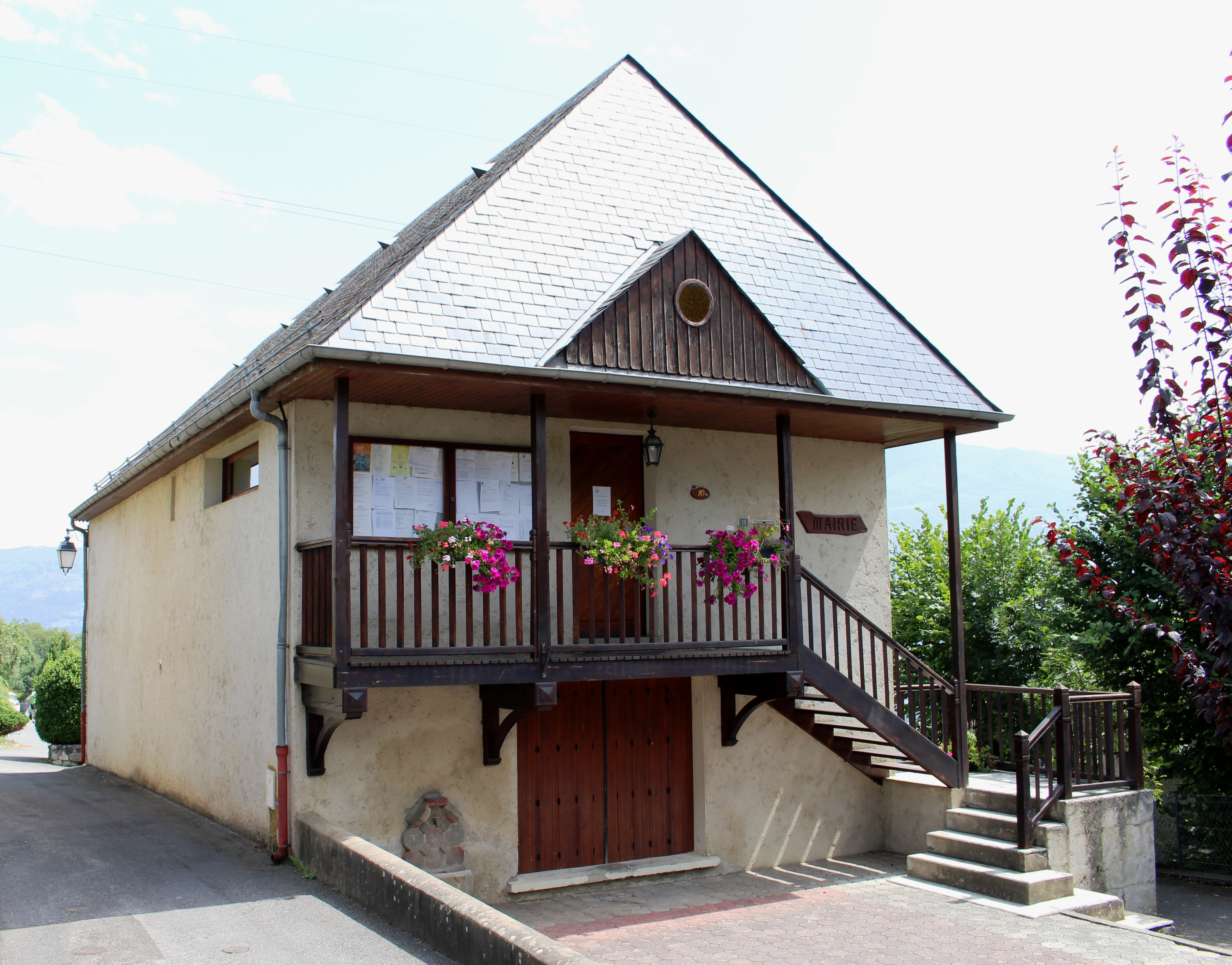
La mairie en 2017.

| Période                                  | Période   | Identité             | Étiquette | Qualité                                                   |
| ---------------------------------------- | --------- | -------------------- | --------- | --------------------------------------------------------- |
| Les données manquantes sont à compléter. |           |                      |           |                                                           |
| 1947                                     | 1959      | Etienne Saint-Martin |           |                                                           |
| 1959                                     | 1965      | Georges Lavedan      |           |                                                           |
| 1965                                     | 1983      | François Borreil     |           |                                                           |
| mars 1983                                | mars 2014 | André Pujo           | PS        | Suppléant de la députée Chantal Robin-Rodrigo (2002-2007) |
| mars 2014                                | en cours  | André Vergé          | SE        | Cadre secteur privé                                       |

### Rattachements administratifs et électoraux

#### Historique administratif
Pays et sénéchaussée de Bigorre, Lavedan, Arribèra de Saint-Savin, canton  de Saint-Savin (1790), Argelès (depuis 1801).

#### Intercommunalité
Arcizans-Avant appartient à la communauté de communes Pyrénées Vallées des Gaves créée en janvier 2017 et qui réunit 46 communes.

## Population et société

### Démographie

#### Évolution démographique

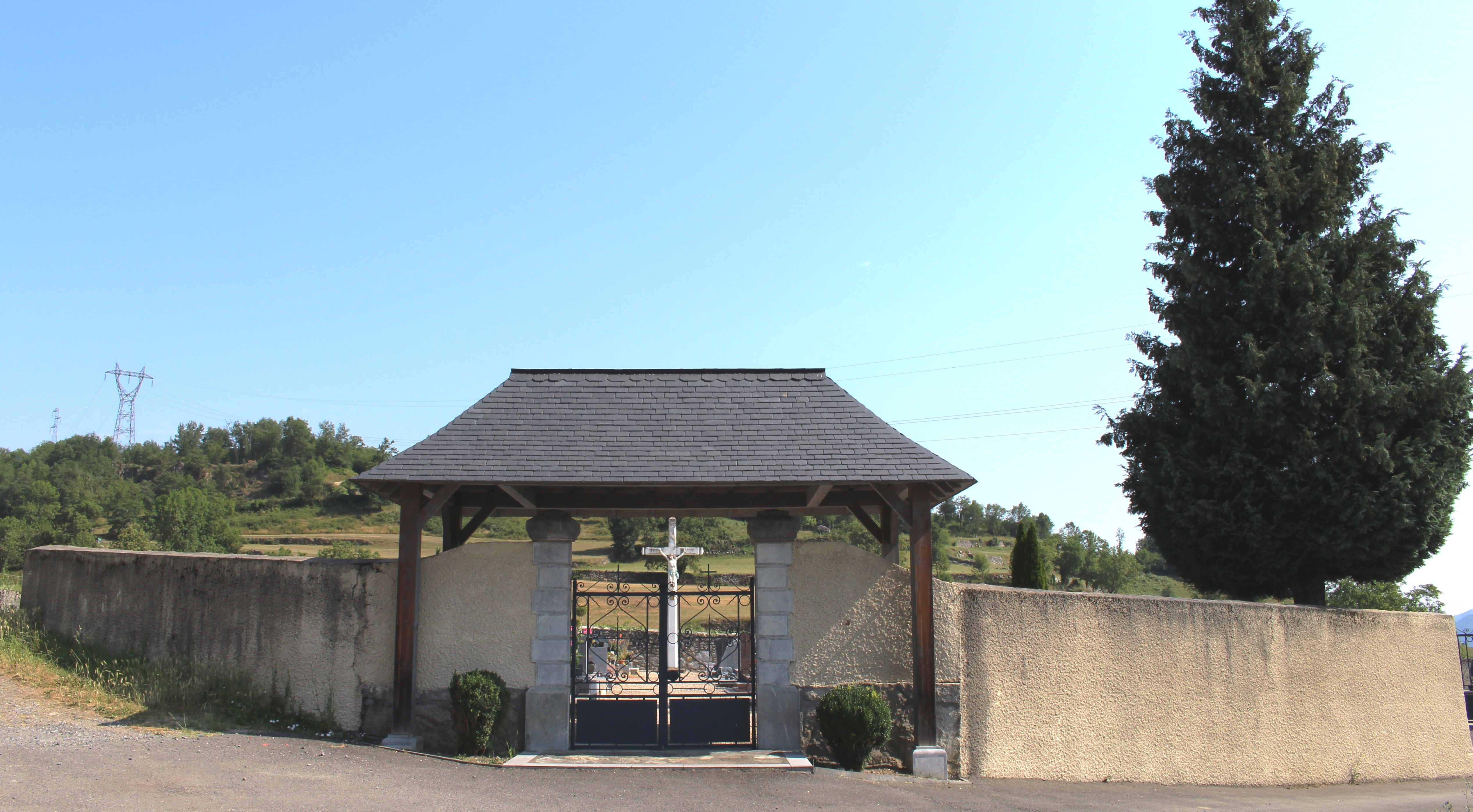
L'entrée du nouveau cimetière.

| 1793 | 1800 | 1806 | 1821 | 1831 | 1836 | 1841 | 1846 | 1851 |
| ---- | ---- | ---- | ---- | ---- | ---- | ---- | ---- | ---- |
| 462  | 414  | 494  | 419  | 413  | 422  | 448  | 440  | 441  |

| 1856 | 1861 | 1866 | 1872 | 1876 | 1881 | 1886 | 1891 | 1896 |
| ---- | ---- | ---- | ---- | ---- | ---- | ---- | ---- | ---- |
| 419  | 402  | 435  | 425  | 410  | 413  | 388  | 365  | 332  |

| 1901 | 1906 | 1911 | 1921 | 1926 | 1931 | 1936 | 1946 | 1954 |
| ---- | ---- | ---- | ---- | ---- | ---- | ---- | ---- | ---- |
| 327  | 306  | 274  | 273  | 269  | 442  | 225  | 222  | 212  |

| 1962 | 1968 | 1975 | 1982 | 1990 | 1999 | 2006 | 2011 | 2016 |
| ---- | ---- | ---- | ---- | ---- | ---- | ---- | ---- | ---- |
| 206  | 185  | 192  | 200  | 258  | 298  | 352  | 367  | 394  |

| 2021 | 2022 | - | - | - | - | - | - | - |
| ---- | ---- | - | - | - | - | - | - | - |
| 390  | 392  | - | - | - | - | - | - | - |

### Enseignement
La commune dépend de l'académie de Toulouse. Elle dispose d’une école en 2017.
- École primaire.

## Économie

### Revenus
En 2018, la commune compte 171 ménages fiscaux, regroupant 406 personnes. La médiane du revenu disponible par unité de consommation est de 24 160 € (20 420 € dans le département).

### Emploi
| Division       | 2008  | 2013  | 2018  |
| -------------- | ----- | ----- | ----- |
| Commune        | 5,5 % | 2,8 % | 5,1 % |
| Département    | 7,7 % | 9,4 % | 9,8 % |
| France entière | 8,3 % | 10 %  | 10 %  |

En 2018, la population âgée de 15 à 64 ans s'élève à 240 personnes, parmi lesquelles on compte 79 % d'actifs (74 % ayant un emploi et 5,1 % de chômeurs) et 21 % d'inactifs,. Depuis 2008, le taux de chômage communal (au sens du recensement) des 15-64 ans est inférieur à celui de la France et du département.
La commune fait partie du pôle principal de l'aire d'attraction d'Argelès-Gazost,. Elle compte 47 emplois en 2018, contre 23 en 2013 et 36 en 2008. Le nombre d'actifs ayant un emploi résidant dans la commune est de 179, soit un indicateur de concentration d'emploi de 26,4 % et un taux d'activité parmi les 15 ans ou plus de 58,7 %.
Sur ces 179 actifs de 15 ans ou plus ayant un emploi, 33 travaillent dans la commune, soit 19 % des habitants. Pour se rendre au travail, 90 % des habitants utilisent un véhicule personnel ou de fonction à quatre roues, 1,1 % les transports en commun, 1,1 % s'y rendent en deux-roues, à vélo ou à pied et 7,8 % n'ont pas besoin de transport (travail au domicile).

Sélection de vues diverses
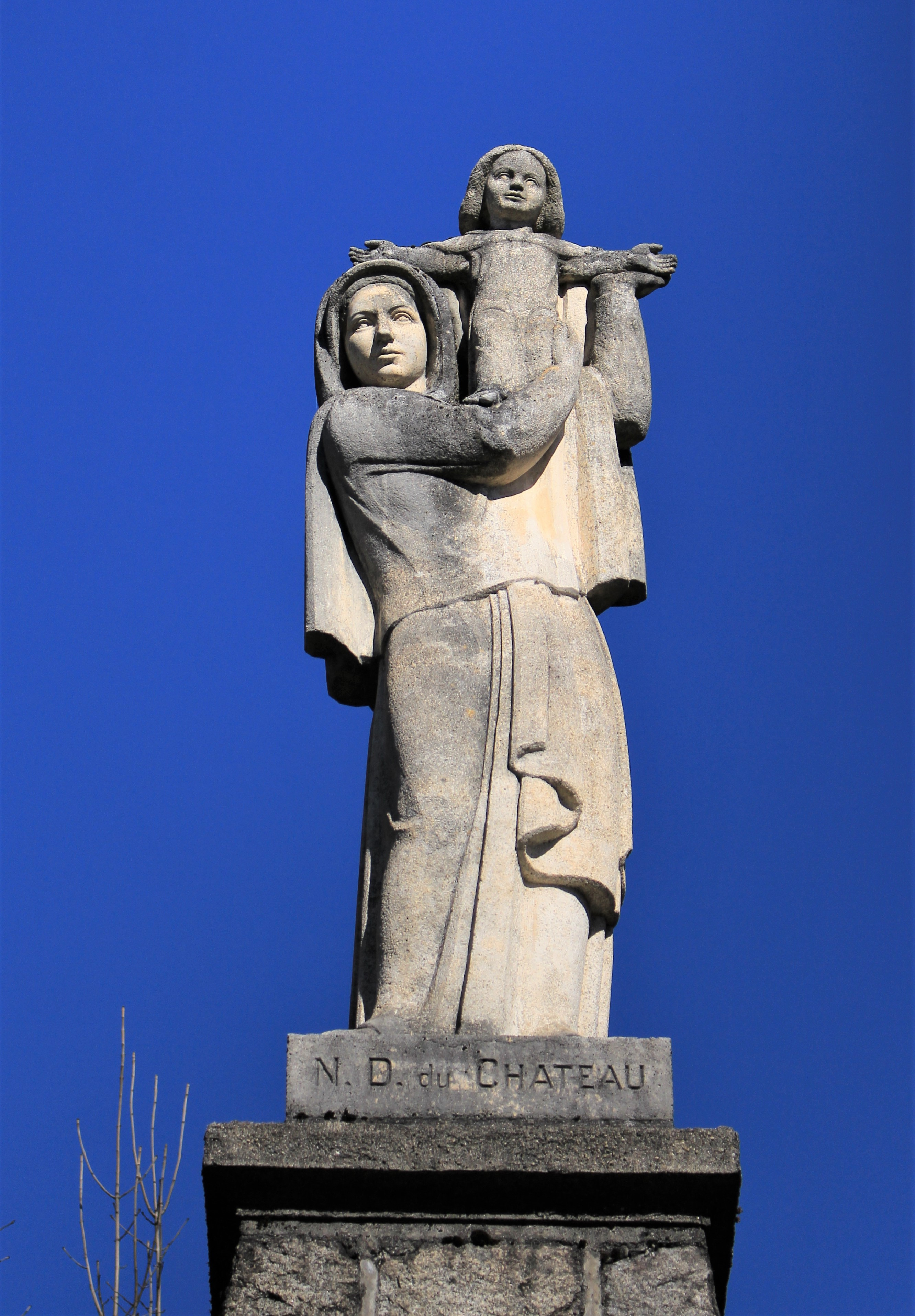
La vierge du château.
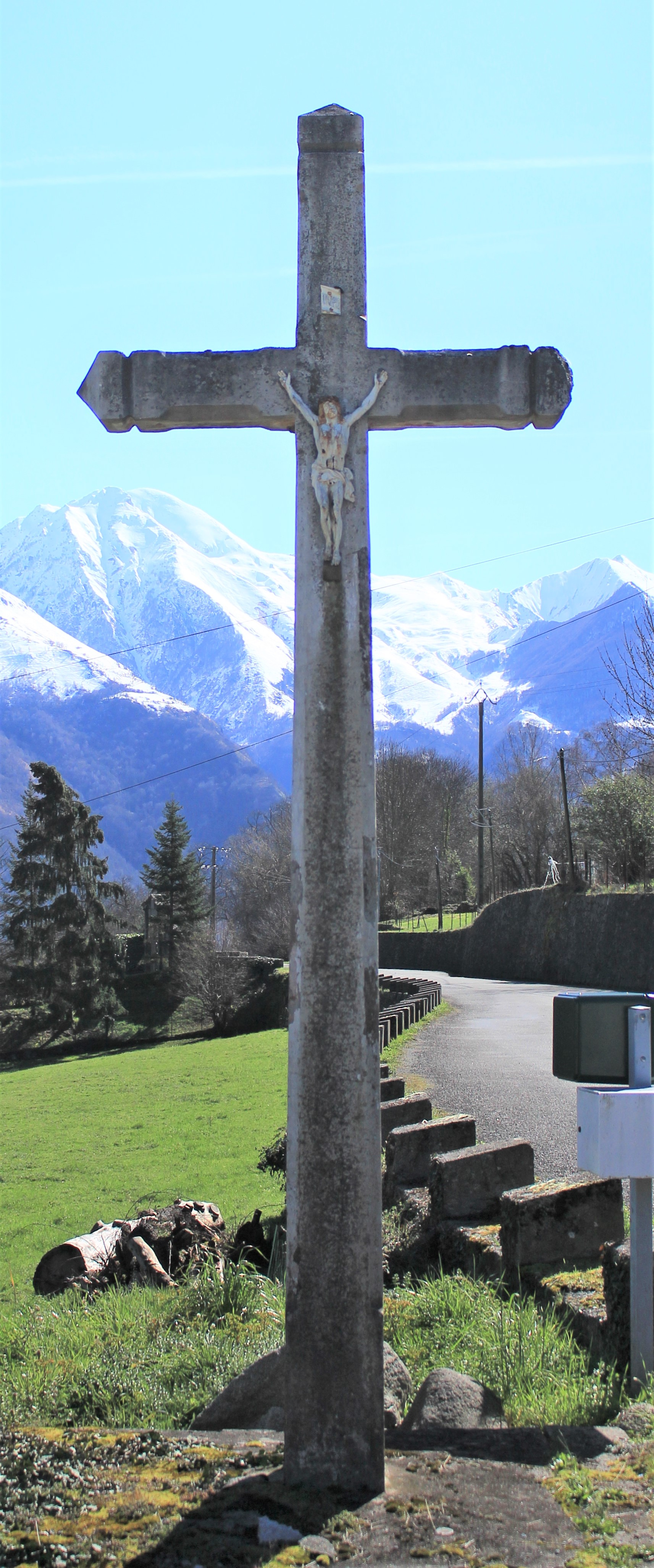
Une croix.

## Culture locale et patrimoine

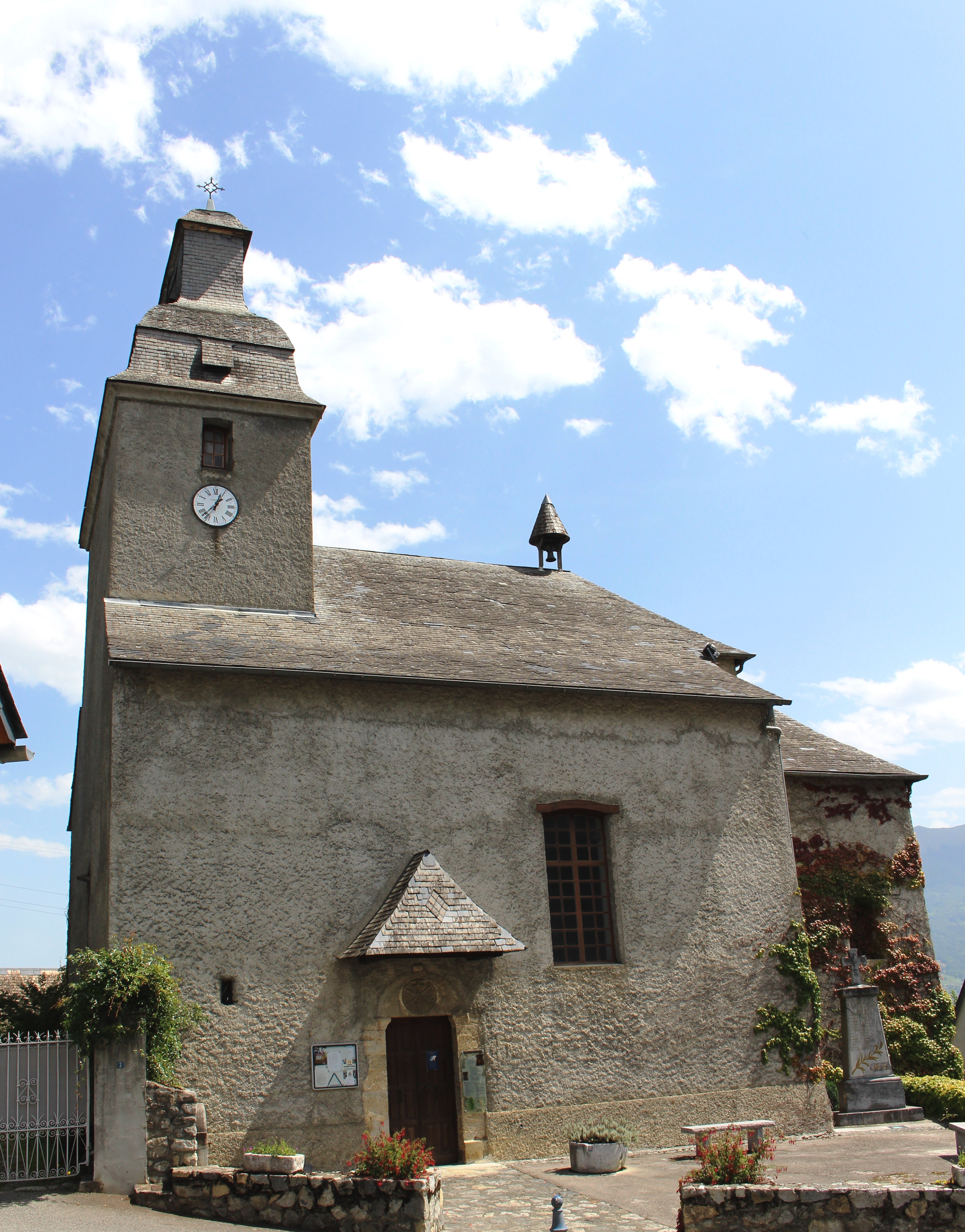
L'église Saint-Martin en 2017.

### Lieux et monuments

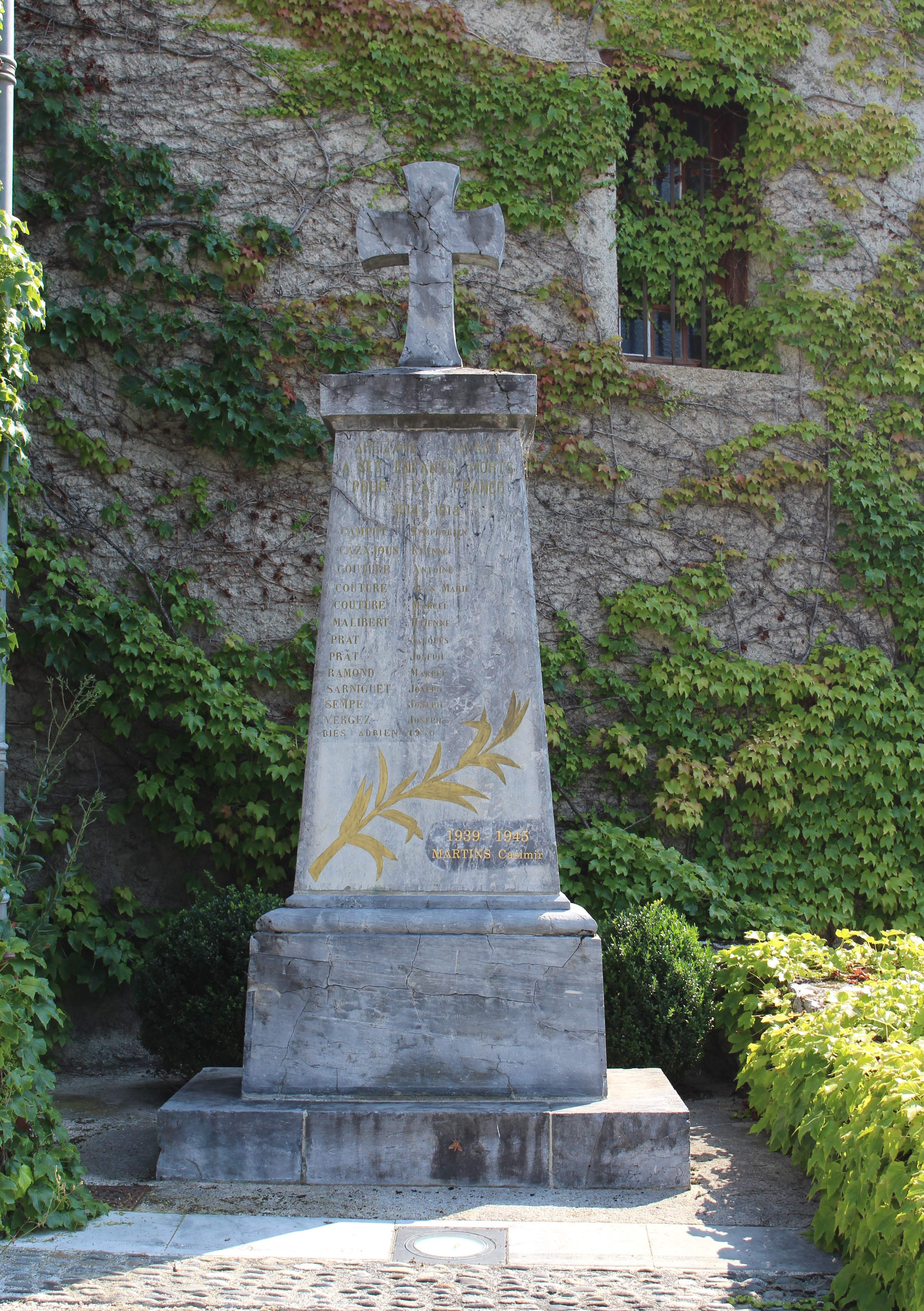
Le monument aux morts municipal.

- Église Saint-Martin d'Arcizans-Avant, qui est inscrite au monument historique.
- Château du Prince Noir.

### Personnalités liées à la commune
- La maison d'Arcizac, ses chevaliers et seigneurs[42].
- Bernard Carasse (ca. 1509-1586), moine, général de l'ordre des chartreux, né à Arcizans-Avant[43].

### Héraldique
| Blason | Blasonnement : D'azur au château d'argent maçonné de sable et ajouré du champ posé sur une motte isolée de sinople soutenue d'une paire de ciseaux ouverts aussi d'argent, au chef du même chargé d'une étoile de six rais d'or* accostée de deux corneilles de sable becquées et membrées de gueules Commentaires : Officiel * Il y a là non-respect de la règle de contrariété des couleurs : ces armes sont fautives. |